# Günther Hecht (Physiker)
Günther Hecht (* 24. November 1937 in Granzin; † 6. Juni 2020 in Chemnitz) war ein deutscher Physiker, Professor für Technische Physik und Rektor der Technischen Universität Chemnitz.

## Leben
Günther Hecht studierte von 1956 bis 1961 an der Technischen Hochschule Dresden die Fachrichtung Physik.
Nach dem Studium arbeitete er auf dem Gebiet der Analysenmesstechnik am Institut für Regelungstechnik in Berlin. Ab 1964 war er als wissenschaftlicher Assistent am Institut für Physik der Hochschule für Maschinenbau in der damaligen Karl-Marx-Stadt tätig.
Im Jahr 1969 wurde er zum Dr. rer. nat. promoviert und erhielt 1970 die „Facultas docendi“. Es folgte die Berufung zum Hochschuldozenten für Festkörperphysik. Seine Habilitation („Dissertation B“) mit dem Thema Zur Abscheidung von Halbleiterschichten mittels Ionenverfahren schloss er 1979 ab.
1991 wurde er zum außerordentlichen und 1992 zum ordentlichen Professor für Technische Physik an der TU Chemnitz berufen.
Von 1991 bis 1997 war Günther Hecht Rektor der Technischen Universität Chemnitz, der erste gewählte Rektor der TU Chemnitz nach der Wende. Er engagierte sich insbesondere für den Neubeginn der TU Chemnitz nach der Wende.
Von 1994 bis 1997 war er Kurator am Fraunhofer-Institut für Schicht- und Oberflächentechnik IST. Hecht betreute über 20 Doktor- und 50 Diplomarbeiten. Er veröffentlichte über 80 Aufsätze und wissenschaftliche Arbeiten.

## Ehrungen und Auszeichnungen
- 1999: Ehrensenator der Technischen Universität Chemnitz[3]
- 2002: Sächsischer Verdienstorden[4]